# Dzień bez Alkoholu
Dzień bez Alkoholu – polskie święto, obchodzone 1 czerwca, ustanowione uchwałą Sejmu RP 24 maja 2006, ze względu na szczególną wymowę Międzynarodowego Dnia Dziecka.
Dzień ten nie jest dniem wolnym od pracy.
W Uchwale czytamy:

Radość i szczęście naszych dzieci to najważniejsza z idei, o której winniśmy pamiętać zawsze, a szczególnie w Międzynarodowym Dniu Dziecka.

## Dzień Trzeźwości
W ostatnią niedzielę przed Popielcem rozpoczyna się w Kościele katolickim w Polsce Tydzień Modlitw o Trzeźwość Narodu.
W ramach zwrócenia uwagi na problem alkoholizmu i zagrożeń z tego wynikających, obchodzony jest także, w 1. poniedziałek poprzedzający Wielkanoc, Ogólnopolski Dzień Trzeźwości.